# グランプリ・チュニス
グランプリ・チュニス(Grand Prix Tunis)は北アフリカのチュニジアで開催される国際柔道大会である。

## 来歴
2009年よりIJFワールド柔道ツアーの一環として新設された、グランドスラムに次ぐ位置付けにある柔道の国際大会。チュニスのエルメンザ体育館で開催された。なお、このグランプリ大会はジャスミン革命の影響により、2011年からチュニジアでの開催は返上されて、かわりにアゼルバイジャンのバクーで開催されることとなった。2015年からはコンチネンタルオープン大会として復活した。2018年からは再びグランプリ大会に格上げされた。しかしながら、2018年7月にIJFは今大会とグランドスラム・アブダビに対して、政治によるスポーツへの不干渉の原則に鑑みて、イスラエルの選手を他の国同様に国旗の表示や国歌の演奏などで平等に扱うように要求したものの明確な回答が得られなかったために、2019年1月に予定されていた大会の延期を発表した。2022年からコンチネンタルオープンに格下げされて再開となった。

## 名称の変遷
- グランプリ・チュニス Grand Prix Tunis(2009-2010)
- アフリカンオープン・チュニス African Open Tunis(2015- )
- グランプリ・チュニス Grand Prix Tunis(2018)
- アフリカンオープン・チュニス African Open Tunis(2022- )

## 優勝者

### 男子
| 年     | 60 kg級                            | 66 kg級                  | 73 kg級                  | 81 kg級                  | 90 kg級                          | 100 kg級                   | 100 kg超級                     |
| 2009年 | ジェロエン・ムーレン               | スゴイ・ウリアルテ       | ブライアン・ファンデーク | オーレ・ビショフ         | ロレンゾ・バグノリ               | エルコ・ファンデルヘースト | アニス・チェドリィ             |
| 2010年 | リショド・ソビロフ                 | ロク・ドラクシッチ       | ヴォロディミール・ソロカ | オーレ・ビショフ         | 小野卓志                         | ヨウヘン・ビアドリン       | 鈴木桂治                       |
| 2015年 | ソフィアン・ミル                   | キリアン・ル・ブルーシュ | ギヨーム・シェヌ         | クリジャン・サボルチェ   | イマド・アブダラウイ             | ベンジャミン・フレッチャー | ファイサル・ジャバラ           |
| 2016年 | ブガル・シリンリ                   | キリアン・ル・ブルーシュ | マルティン・ホヤク       | ディミトリ・ゴム・タバル | ミハエル・ジュガンク             | グリゴリ・ミナスキン       | ユハン・メティス               |
| 2017年 | リシャール・ヴェルグネス           | ダビド・ラローズ         | サミュエル・ンザンゴ     | ジュリアン・ケルマレック | オウサッマ＝マフムード・スノーシ | バブーカー・マネ           | ファイサル・ジャバラ           |
| 2018年 | ワリド・キヤー                     | アラム・グリゴリャン     | ジャンサイ・スマグロフ   | スタニスラフ・セメノフ   | イスラーム・ボズバエフ           | ベンジャミン・フレッチャー | オレクサンドル・ゴルディエンコ |
| 2022年 | ファジ・ドゥイビ                   | ラシド・シェラド         | キリアン・ル・ブルーシュ | アスケルビ・ゲルベコフ   | アブデラジズ・ベナマル           | オーレリアン・ディース     | マゴメドマル・マゴメドマロフ   |
| 2023年 | レオナルド・デサ・メネゼス・バロス | ビルヤル・リパルド       | ジャック・ヨネヅカ       | ラスル・カイタエフ       | オマル・エルラムリ               | オトマネ・アルバウイ       | ジアニス・アントニウ           |
| 2024年 | ダニヤル・エッセングロフ           | ヌルムハメト・バタバイ   | エタン・ナイルネ         | ドミニク・ロドリゲス     | アクセル・ヘーレン               | レダ・ラムリ               | モハメド・エルメフディ・リリ   |
| 2025年 | クリストファー・ベラズコ           | アブデラマネ・ブシタ     | ハッサン・ドゥッカリ     | ビンセンゾ・ペリグラ     | アミル＝アッバス・チョーパン     | ホセイン・ナムダル         | IJF ヤホル・クハレンカ         |

### 女子
| 年     | 48 kg級                  | 52 kg級                    | 57 kg級              | 63 kg級                          | 70 kg級                                | 78 kg級                  | 78 kg超級                      |
| 2009年 | 浅見八瑠奈               | 加賀谷千保                 | 宇高菜絵             | ウルシカ・ジョルニル             | ラシャ・スラカ                         | ヴェラ・モスカリュク     | ルシージャ・ポラウデル         |
| 2010年 | アリナ・ドゥミトル       | マイリンダ・ケルメンディ   | オトーヌ・パヴィア   | クラウディア・マルツァン         | 田知本遥                               | オドレー・チュメオ       | ルシージャ・ポラウデル         |
| 2015年 | レティシア・ペイエ       | ペトラ・ナレクス           | ノラ・ジャコヴァ     | アン＝ラウラ・ベラール           | マリー＝エヴ・ガイエ                   | マドレーヌ・マロンガ     | リュシ・ルエット               |
| 2016年 | シンタ・ガルシア・メサ   | ヘラ・アヤリ               | ノラ・ジャコヴァ     | マリエーユ・プルボー             | マリー＝エヴ・ガイエ                   | クリストル・ガリー       | ニヘル・シェイフルフ           |
| 2017年 | オルファ・サオウディ     | アマンディーヌ・ブシャール | ローラ・ブナロシェ   | クリスティーナ・カバーニャ       | アンカ・ポガチニック                   | サマ＝アワ・カマラ       | アン＝ファトゥマタ・ンベロ     |
| 2018年 | ダリア・ビロディド       | ジェシカ・ペレイラ         | ノラ・ジャコヴァ     | ティナ・トルステニャク           | キム・ポリング                         | 泉真生                   | マリナ・スルツカヤ             |
| 2022年 | マリア・セリア・ラボルデ | ジュリ・ウェイユ・ディモレ | ヤミナ・ハラタ       | メリエム・ビャウイ               | ニヘル・ラドルシ                       | モイラ・デビリアース     | ニヘル・シェイフルフ           |
| 2023年 | ヤスミン・ハディ         | ラマ・ティビ               | シャイマ・シダウイ   | マラム・ジムル                   | アイナ・ラウラ・ラソアナイボ・ラザフィ | アリジ・アッカブ         | クリスティ＝ロセ・プレトリウス |
| 2024年 | ウマイマ・ベディウイ     | ファイザ・アイッサイネ     | チャイマ・シダウイ   | 中立選手(AIN) ヤナ・マクレツカヤ | メリッサ・マイヤース                   | コラリー・ゴドバウト     | サラ・ミズギ                   |
| 2025年 | マリー＝ルヌ・トゥルメル | IJF ディアナ・グリゴレンコ | ハディジャ・ベヘイラ | サラ・ゴールデン                 | IJF ハンナ・シトニク                   | IJF ダリヤ・カンツァバヤ | メルア・マメリ                 |

## 各国メダル数(グランプリ時代)
| 順 | 国・地域         | 金 | 銀 | 銅 | 計 |
| -- | ---------------- | -- | -- | -- | -- |
| 1  | 日本             | 7  | 6  | 10 | 23 |
| 2  | スロベニア       | 6  | 2  | 2  | 11 |
| 3  | オランダ         | 4  | 2  | 4  | 10 |
| 4  | ドイツ           | 3  | 3  | 7  | 13 |
| 5  | フランス         | 3  | 3  | 7  | 13 |
| 6  | ウクライナ       | 3  | 3  | 6  | 12 |
| 7  | コソボ           | 2  | 2  | 0  | 4  |
| 8  | ロシア           | 2  | 1  | 9  | 12 |
| 9  | カザフスタン     | 2  | 0  | 4  | 6  |
| 10 | ウズベキスタン   | 2  | 0  | 3  | 5  |
| 11 | ベラルーシ       | 2  | 0  | 1  | 3  |
| 12 | チュニジア       | 1  | 3  | 2  | 6  |
| 13 | ブラジル         | 1  | 2  | 2  | 5  |
| 14 | ルーマニア       | 1  | 1  | 2  | 4  |
| 15 | スペイン         | 1  | 1  | 1  | 3  |
| 16 | アイルランド     | 1  | 0  | 0  | 1  |
| 16 | イタリア         | 1  | 0  | 0  | 1  |
| 18 | ハンガリー       | 0  | 4  | 4  | 8  |
| 19 | ベルギー         | 0  | 2  | 3  | 5  |
| 20 | オーストリア     | 0  | 2  | 2  | 4  |
| 21 | ジョージア       | 0  | 1  | 3  | 4  |
| 22 | 韓国             | 0  | 1  | 1  | 2  |
| 23 | アゼルバイジャン | 0  | 1  | 0  | 1  |
| 23 | イラン           | 0  | 1  | 0  | 0  |
| 23 | トルコ           | 0  | 1  | 0  | 0  |
| 26 | ポーランド       | 0  | 0  | 3  | 3  |
| 27 | オーストラリア   | 0  | 0  | 1  | 1  |
| 27 | カナダ           | 0  | 0  | 1  | 1  |
| 27 | チェコ           | 0  | 0  | 1  | 1  |
| 27 | エジプト         | 0  | 0  | 1  | 1  |
| 27 | イギリス         | 0  | 0  | 1  | 1  |
| 27 | パナマ           | 0  | 0  | 1  | 1  |